# فرناندو ألوكو
فرناندو نيكولاس ألوكو رومانو (30 أبريل 1986 في بارانا إنتري ريوس) ، المعروف باسم فرناندو ألوكو، هو لاعب كرة قدم أرجنتيني متقاعد. يعمل حاليًا كمدير مساعد للمنتخب الكولومبي.